# Schau, lieber Gott, wie meine Feind
Schau, lieber Gott, wie meine Feind (Observe, Dieu bien-aimé, combien mes ennemis) (BWV 153) est une cantate religieuse de Johann Sebastian Bach composée à Leipzig en 1724.

## Histoire et livret

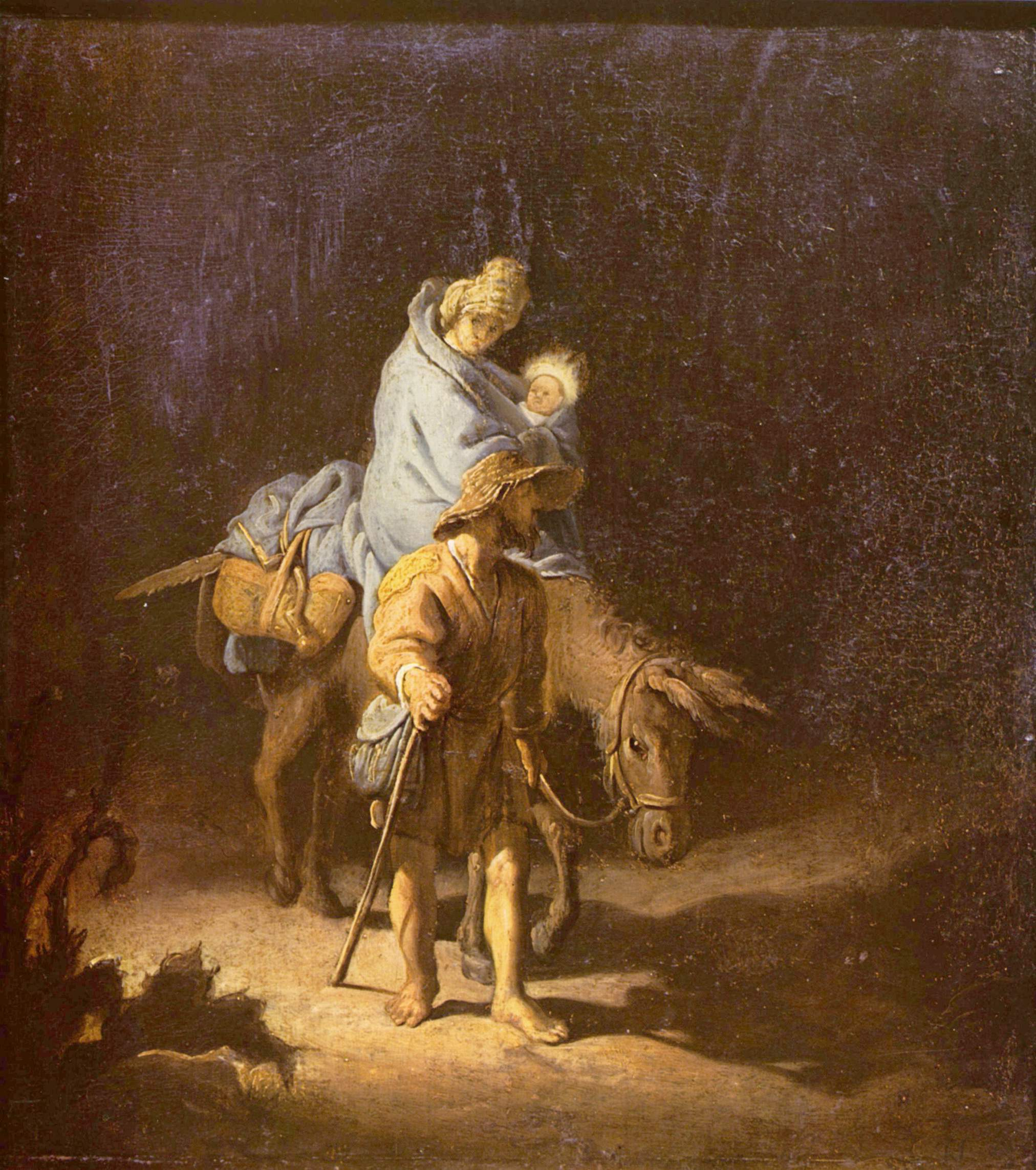
Rembrandt: La fuite en Égypte (1627)

Bach écrivit la cantate durant sa première année à Leipzig et la dirigea le 2 janvier 1724 pour le dimanche après le jour de l'an. Pour cette destination liturgique, deux autres cantates ont franchi le seuil de la postérité : les 58 et 248/5 (cinquième cantate de l'Oratorio de Noël). Comme souvent, nous avons ici l'exemple du travail que devait produire le cantor en ces périodes de festivités : deux cantates en deux jours (jour de l'an et dimanche après le jour de l'an qui tombe cette année le lendemain) Les lectures prescrites étaient Pierre 4:12–19 et Mat. 2:13-23, la fuite en Égypte. Le poète inconnu a pris le Massacre des Innocents par Hérode et la fuite en Égypte comme point de départ d'une réflexion générale sur les Chrétiens confrontés à leurs ennemis. Ce poète est peut-être aussi celui des deux cantates de Noël, Darzu ist erschienen der Sohn Gottes BWV 40 et Sehet, welch eine Liebe hat uns der Vater erzeiget BWV 64, jouées peu de temps auparavant car trois strophes chorales se retrouvent dans les trois œuvres.
La cantate s'ouvre sur un choral, la première strophe du Schau, lieber Gott, wie meine Feind (1646) de David Denicke. Le cinquième mouvements reprend la cinquième strophe du Befiehl du deine Wege de Paul Gerhardt (1656), que l'on connaît comme mouvement 44 de la Passion selon saint Matthieu. Le texte évoque les pires ennemis : Und ob gleich alle Teufel (Et même si tous les diables). La cantate se clôt avec les strophes 16 à 18 du choral Ach Gott, wie manches Herzeleid (1587), attribué à Martin Moller. Bach écrira plus tard une cantate chorale, Ach Gott, wie manches Herzeleid BWV 3 sur ce choral, et utilisera la même strophe dans Ach Gott, wie manches Herzeleid BWV 58.

## Structure et instrumentation
La cantate est écrite comme un ensemble de chambre pour deux violons, alto et basse continue avec trois voix solistes (alto, ténor basse) et un chœur à quatre voix.
Il y a 9 mouvements :
1. choral : Schau, lieber Gott, wie meine Feind
2. récitatif (alto): Mein liebster Gott, ach laß dichs doch erbarmen
3. arioso (basse) : Fürchte dich nicht
4. récitatif (ténor) : Du sprichst zwar, lieber Gott
5. choral : Und ob gleich alle Teufel
6. aria (ténor) : Stürmt nur, stürmt, ihr Trübsalswetter
7. récitatif (basse) : Getrost! Mein Herz
8. aria (alto) : Soll ich meinen Lebenslauf
9. choral : Drum will ich, weil ich lebe noch

## Musique
La cantate s'ouvre sur un choral en quatre parties ce qui est inhabituel dans les cantates de Bach mais cela n'est cependant pas surprenant si l'on considère que c'était la cinquième cantate (et la quatrième nouvelle) de 1723 après les BWV 63, BWV 40, BWV 64, et Bwv 190, tandis qu'une autre, BWV 65, était en préparation pour l'Épiphanie ; Bach peut avoir désiré soulager la charge de travail du Chœur de l'église Saint-Thomas de Leipzig. Tous les récitatifs sont secco, accompagnés par le continuo, mais les mouvements 4 et 7 s'ouvrent en arioso. Le troisième mouvement est marqué arioso par Bach mais est presque une aria. Les mots de la Bible, Isaïe 41:10, Fürchte dich nicht, ich bin mit dir (Ne crains rien, je suis avec toi), sont repris par la basse en tant que Vox Christi, comme si Jésus les prononçait lui-même. La ritournelle d'ouverture en huit mesures est présente pendant presque tout le mouvement, transposée en différentes clés.
Seuls deux des neuf mouvements sont des arias. La première, le sixième mouvement, dépeint les ennemis par de rapides passages des violons aux rythmes fortement marqués jouant à l'unisson et par d'harmonieux développements harmoniques. Gardiner compare son intensité avec celle de l'aria de l'apôtre Pierre, Ach, mein Sinn, de la Passion selon saint Jean.
La seconde aria, le huitième mouvement, est un menuet que Bach a probablement emprunté à sa musique profane et qui dépeint la joie éternelle. Les instruments jouent une section à deux reprises puis la répètent avec la voix. Dans la seconde section vocale, les mots Daselbsten verwechselt mein Jesus das Leiden mit seliger Wonne, mit ewigen Freuden sont présentés sur un nouveau thème marqué allegro et enfin les instruments répètent leur seconde section comme postlude.

## Source
- (en) Cet article est partiellement ou en totalité issu de l’article de Wikipédia en anglais intitulé « Schau, lieber Gott, wie meine Feind, BWV 153 » (voir la liste des auteurs).